# Katlego Mphela
Katlego Mphela (* 29. November 1984 in Brits) ist ein ehemaliger südafrikanischer Fußballspieler.

## Vereinskarriere
Mphela begann seine Karriere bei Jomo Cosmos. 2003 wurde er vom französischen Erstligisten Racing Straßburg während einer Europareise des Jugendteams von Cosmos entdeckt und unter Vertrag genommen. Nach insgesamt 14 Einsätzen (davon 12 als Einwechselspieler) bis zum Ende der Saison 2004/05, wurde er von Straßburg zur folgenden Spielzeit an den Zweitligisten Stade Reims verliehen. Dort war der Stürmer bereits frühzeitig mit seinem Reservistendasein unzufrieden und brach seinen Aufenthalt bei Reims nach wenigen Monaten ab.
Von Straßburg wurde er daraufhin nach Südafrika zu Supersport United verliehen, wo sich Mphela schnell etablierte und am Saisonende als „Rookie of the Year“ ausgezeichnet wurde. Nach dem Ende seiner Leihzeit im Sommer 2006 spielte er erneut bei Straßburg, wurde aber im November 2006, ohne einen weiteren Einsatz für das Profiteam zu absolvieren, von seinem Klub entlassen und kehrte nach Südafrika zurück, wo er sich erneut Supersport anschloss. Mit United gewann er 2008 die südafrikanische Meisterschaft, war dabei mit nur einem Saisontreffer per Strafstoß aber nicht sonderlich erfolgreich. Zur Saison 2008/09 wechselte der Angreifer mit dem Spitznamen „Killer“ zum Ligakonkurrenten Mamelodi Sundowns. Nach nur drei Treffern in seiner ersten Saison für die Sundowns, traf er in der Spielzeit 2009/10 17-mal in Ligaspielen und gewann damit den Titel des Torschützenkönigs. In der Abschlusstabelle der Meisterschaft belegte man einen Punkt hinter Supersport den zweiten Rang. Ende März 2011 wurde er wegen Trunkenheit am Steuer festgenommen. Nun drohte ihm nach der Verhandlung am 4. Oktober 2011 eine Haftstrafe.
Sportlich gewann er nach diesem Vorfall noch zweimal die Meisterschaft, 2013/14 mit den Mamelodi Sundowns und ein Jahr später mit den Kaizer Chiefs. Sein Karriereende gab er nach der Saison 2017 als Spieler der Royal Eagle Durban bekannt.

## Nationalmannschaft
Mphela gab während des COSAFA-Cups 2005 sein Debüt in der südafrikanischen Nationalelf und traf in den beiden Partien gegen die Seychellen und Mauritius insgesamt drei Mal. 2006 und 2008 gehörte Mphela zum südafrikanischen Aufgebot bei der Afrikameisterschaft, scheiterte bei beiden Turnieren mit seinem Team aber bereits in der Gruppenphase. 2009 gehörte er zum 23-köpfigen Aufgebot für den Konföderationen-Pokal im eigenen Land. Während des Turniers wurden Bernard Parker und Thembinkosi Fanteni von Trainer Joel Santana favorisiert, Mphela kam erst im Halbfinale gegen Brasilien zu seinem ersten Kurzeinsatz. Im Spiel um Platz 3 gegen den Europameister Spanien wurde Mphela nach 64 Minuten eingewechselt und erzielte neun Minuten später den 1:0-Führungstreffer. Nachdem die Spanier das Spiel in der Schlussphase drehten, war es erneut Mphela, der mit einem Freistoßtor aus rund 30 Metern in der Nachspielzeit den Ausgleich herstellte und für die Verlängerung sorgte, in der sich schließlich Spanien mit 3:2 durchsetzte. Der Freistoßtreffer fand sich auch in der Auswahl um den FIFA-Puskás-Preis, dem sehenswertesten Tor des Jahres, wieder.

## Erfolge
- Südafrikanischer Meister: 2008, 2014, 2015